# Везикулы внешней бактериальной мембраны
Вези́кулы вне́шней бактериа́льной мембра́ны, или бле́ббинг-вези́кулы (англ. Bacterial outer membrane vesicles, OMVs) — липидные везикулы, которые отпочковываются от внешней мембраны грамотрицательных бактерий. С их помощью бактерии «общаются» с бактериями своего и других видов, а также окружающей средой. Эти везикулы содержат разнообразные сигнальные молекулы, в числе которых могут быть ДНК, РНК, белки, эндотоксины и другие факторы вирулентности.

## Структура и состав
Везикулы внешней мембраны имеют диаметр от 20 до 500 нм. Процесс их отпочковывания от внешней мембраны называется блеббингом. Их образование может быть вызвано тем, что в процессе роста бактерии внешняя бактерия увеличивается быстрее, чем пептидогликановый слой, и её излишки уходят в виде везикул. Иногда блеббинг вызывается особыми условиями питания, например, у Bacteroides gingivalis он запускается нехваткой геминовых соединений.
В состав везикул входят типичные компоненты внешней мембраны (липополисахариды, фосфолипиды, белки), причём они ориентированы в мембране везикулы также, как во внешней мембране клетки. Когда везикула отпочковывается, она захватывает с собой часть содержимого периплазматического пространства (периплазмы), за исключением пептидогликана. Так, у Pseudomonas aeruginosa везикулы внешней мембраны содержат периплазматические ферменты: гемолизин, пептидогликан-гидролазы (автолизины), протеаза, проэластаза, щелочная фосфатаза, фосфолипаза C.

## Биогенез
Образование блеббинг-везикулы начинается с формирования выпуклости внешней мембраны над пептидогликановым слоем. Имеются сведения, что специальные белки сближают противоположные края выроста, в результате чего формируется пузырёк, заключающий в себе содержимое периплазмы и окружённый мембраной, идентичной внешней мембране. Перемещение белковых комплексов, обеспечивающих отшнуровывание везикул, способствует усиленному формированию везикул, в которых находится содержимое разных участков периплазмы.

## Функции
Блеббинг-везикулы служат преимущественно для доставки ферментов в другие клетки или участки внешней среды, где проявляется их биологическое действие. Например, если везикула столкнётся с грамположительной бактерией, то высвободившиеся из неё автолизины вызовут локальное повреждение клеточной стенки. При столкновении в клеткой грамотрицательной бактерии везикулы сливаются с внешней мембраной, и их содержимое поступает в периплазматическое пространство, из-за чего автолизины вызывают разрушение клеточной стенки в нескольких местах. На быстро растущие и делящиеся клетки автолизины действуют слабо, так как у них повреждения быстро устраняются. Продукты действия автолизинов являются материалами для роста других бактерий. 
Многие патогенные бактерии распространяют факторы вирулентности в везикулах, где они защищены от действия врождённого иммунитета. Кроме того, с помощью везикул в очаг инфекции доставляются липазы и протеазы в большой концентрации и в нативной конформации. Из-за этого возбудители пародонтоза B. gingivalis и Capnocytophaga gingivalis вызывают повреждения коллагена соединительной ткани. У P. aeruginosa в составе блеббинг-везикул выявляется, в числе прочего, фермент β-лактамаза, разрушающая пенициллин и другие β-лактамные антибиотики. Кроме того, посредством блеббинг-везикул P. aeruginosa снабжает β-лактамазой те бактерии, которые сами её не синтезируют.
Поскольку везикулы внешней мембраны являются сильными иммуномодуляторами (так как содержат факторы вирулентности), их иммунногенное содержимое может быть использовано для создания неклеточных вакцин.